# Caverna do Salnitre
A caverna do Salnitre (em castelhano:  Cueva del Salnitre) e uma caverna situada no município de Collbató, província de Barcelona. Pertence ao Maciço de Montserrat, de sistema cárstico, em conglomerados principalmente calcários; rica em minerais fosfatados, antigamente foi explorada para salitre. A caverna tem 549 metros de comprimento e 20 metros de desnível, e contém as cavidades maiores grandes do conjunto rupestre da Catalunha. As suas formas orgânicas e ondulantes inspiraram Antoní Gaudí para obras como o Templo Expiatório da Sagrada Família.